# موتور سیدمحمد (ایرانشهر)
موتور سیدمحمد روستایی در دهستان حومه بخش مرکزی شهرستان ایرانشهر استان سیستان و بلوچستان ایران است.

## جمعیت
بر پایه سرشماری عمومی نفوس و مسکن در سال ۱۳۹۵ جمعیت این روستا ۳۷ نفر (۹خانوار) بوده‌است.